# Matteo Rubeo Orsini

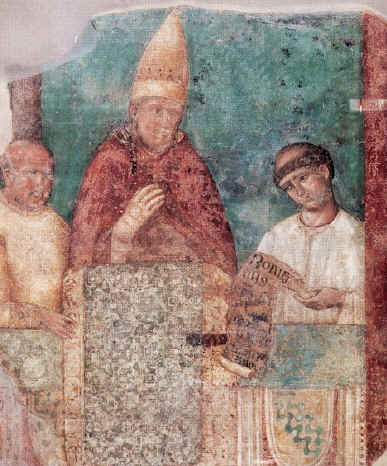
Kardinal Matteo Rubeo Orsini (li.) neben Papst Bonifaz VIII. bei der Proklamation des Heiligen Jahres 1300 in der Lateranbasilika (Gemälde von Giotto, 1300)

Matteo Rubeo Orsini oder Matteo Rosso Orsini (* um 1230 in Rom; † 4. September 1305 in Perugia) war ein Kardinal der Römischen Kirche aus der weitverzweigten Familie Orsini und ein Neffe von Papst Nikolaus III. sowie des einflussreichen Senators Matteo Rosso Orsini, mit dem er mitunter verwechselt wird.

## Leben
Papst Urban IV. ernannte ihn kurz nach seiner Wahl im Mai 1262 zum Kardinaldiakon von Santa Maria in Portico Octaviae und Legaten. 1278 wurde er Erzpriester der Vatikanbasilika. Nach dem Tod seines Onkels 1280 war er der aussichtsreichste Kandidat für die Papstwahl. Es gab heftige Auseinandersetzungen bei der Papstwahl 1280–1281 in Viterbo und danach. Er und ein weiterer Onkel, Kardinal Giordano Orsini, ein Bruder des Papstes Nikolaus III., wurden verhaftet. Der aus Frankreich stammende Papst Martin IV. versöhnte sich aber mit den Orsini und exkommunizierte die Rebellen. Ab 1287 war Matteo Rubeo Orsini Kardinalprotodiakon. Beim Konklave 1294 wurde er im 1. Wahlgang gewählt, lehnte aber ab.
Er war, wie sein Onkel, bevor dieser als Nikolaus III. Papst wurde, Kardinalprotektor des Franziskanerordens.